# Salvadori's fazant
Salvadori's fazant (Lophura inornata) is een vogel uit de familie van de fazantachtigen (Phasianidae). De wetenschappelijke naam van de soort is gepubliceerd in 1879 door Tommaso Salvadori.

## Voorkomen
De soort is endemisch in Sumatra.
Er zijn twee ondersoorten.
- Lophura inornata inornata:  Zuid-Sumatra
- Lophura inornata hoogerwerfi (atjehfazant): Noord-Sumatra

## Leefgebied en beschermingsstatus
In 2014 werd de grootte van de populatie geschat op 7500 tot 30.000 individuen. De vogel is standvogel in montaan regenwoud op een hoogte tussen 650 en 2200 m boven zeeniveau. Het leefgebied van deze vogel wordt bedreigd door ontbossing en omzetting van oerwoud in landbouwgebied en verder ook bejaging. Om deze redenen staat deze soort als gevoelig op de Rode Lijst van de IUCN.